# Vorsatzschale

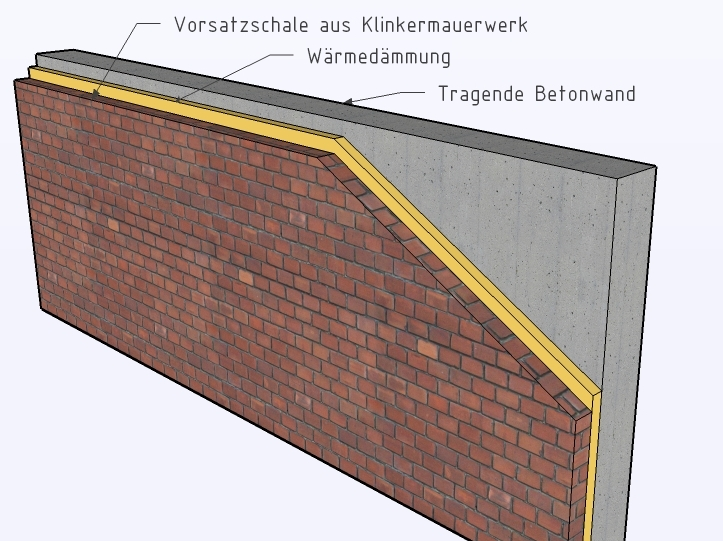
Schema Vorsatzschale

Die Vorsatzschale (auch Außenwandverkleidung oder Verblendung) ist ein nicht tragfähiges Bauelement, welches aus bauphysikalischen und/oder optischen Gründen mit der umgebenden Bauwerksstruktur verbunden ist.

## Kurzbeschreibung
Vorsatzschalen tragen auf bereits bestehende Gebäudeflächen eine zweite Haut auf. So ist es möglich, ein aus Beton oder Ziegelmauerwerk gebautes Gebäude mit einer Vorsatzschale aus Holz oder Klinker zu verkleiden, um den Anschein zu erwecken, es bestehe vollständig aus diesem Baustoff. Die notwendige Wärmedämmung würde bei diesem Beispiel zwischen Betonwand und Holzschale bzw. Klinkerschale eingebaut werden. Diese Bauweise ist sinnvoll, da die tragende Struktur aus Beton oder Ziegelmauerwerk schnell errichtet werden kann und eine hohe Dauerhaftigkeit besitzt, aber weder optisch noch wärmedämmtechnisch besonders vorteilhaft ist.
Verblender heißen spezielle Ziegel für die Außenfläche bei einer zweischaligen Außenwand in Sichtmauerwerk, der Rest des Mauerverbands ist in Normalziegel ausgeführt.

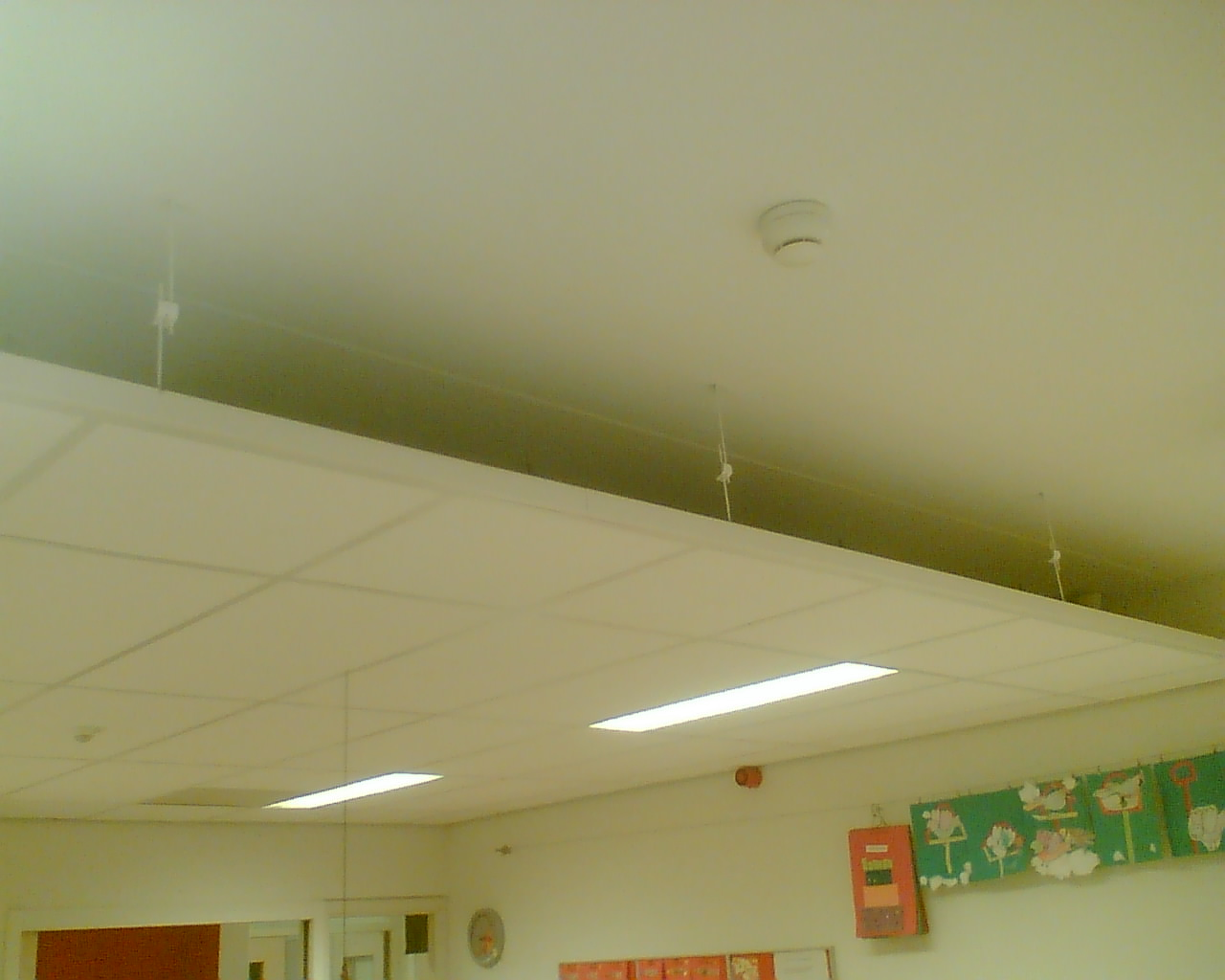
Abgehängte Decke

Auch Innenräume werden mit Vorsatzschalen ausgestattet. So gibt es in öffentlichen Gebäuden oder Geschäftshäusern oftmals verkleidete oder abgehängte Decken, um dem Raum eine bessere Optik zu verleihen sowie den Schall- und Wärmeschutz zu verbessern. Zusätzlich lassen sich Leitungen der Haustechnik hinter Vorsatzschalen gut verstecken. Verwendet werden hierfür Gipskartonplatten oder Holzplatten.